# Vepris aralioides
Vepris aralioides är en vinruteväxtart som beskrevs av Joseph Marie Henry Alfred Perrier de la Bâthie. Vepris aralioides ingår i släktet Vepris och familjen vinruteväxter. Inga underarter finns listade i Catalogue of Life.